# توزیع بتا-دوجمله‌ای

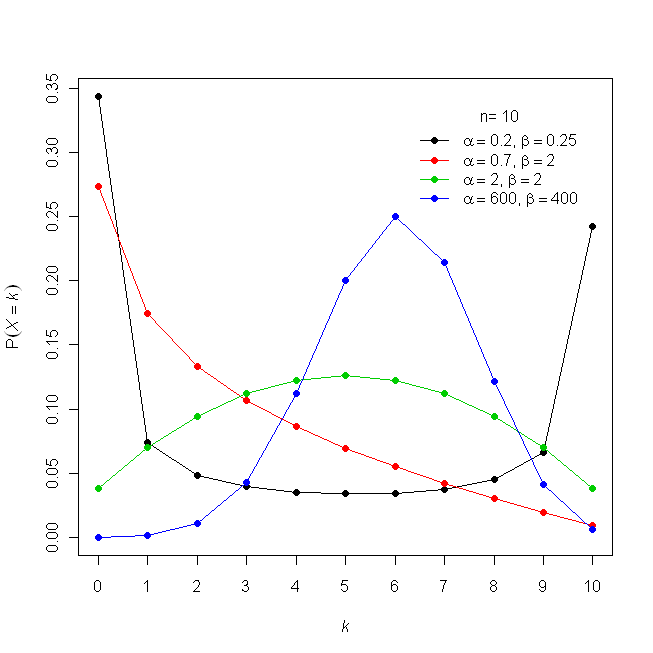
شکل ۱: چگالی احتمال.

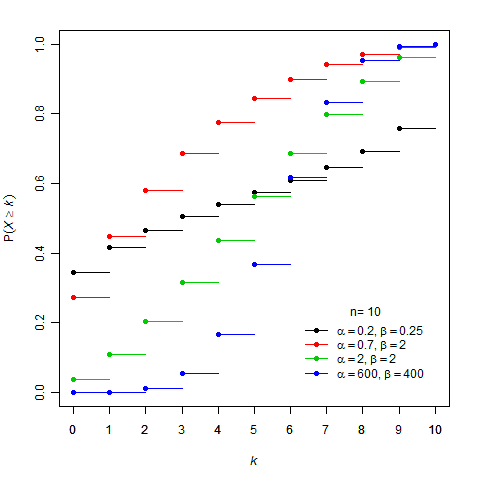
شکل ۲: توزیع تجمعی.

توزیع بتا-دوجمله‌ای (انگلیسی: Beta-binomial distribution)
می‌توان تصور کرد که پارامتر {\displaystyle p} در این توزیع از یک توزیع بتا بدست آمده‌است.
{\displaystyle {\begin{aligned}L(k|n,p)&=\operatorname {Bin} (n,p)\\&={n \choose k}p^{k}(1-p)^{n-k}\end{aligned}}}
که خود توزیع بتا دارای فرمول زیر است:
{\displaystyle {\begin{aligned}\pi (p|\alpha ,\beta )&=\mathrm {Beta} (\alpha ,\beta )\\&={\frac {p^{\alpha -1}(1-p)^{\beta -1}}{\mathrm {B} (\alpha ,\beta )}}\end{aligned}}}
حال می‌توان توزیع کلی را به صورت زیر نوشت:
{\displaystyle {\begin{aligned}f(k|n,\alpha ,\beta )&=\int _{0}^{1}L(k|p)\pi (p|\alpha ,\beta )\,dp\\&={n \choose k}{\frac {1}{\mathrm {B} (\alpha ,\beta )}}\int _{0}^{1}p^{k+\alpha -1}(1-p)^{n-k+\beta -1}\,dp\\&={n \choose k}{\frac {\mathrm {B} (k+\alpha ,n-k+\beta )}{\mathrm {B} (\alpha ,\beta )}}.\end{aligned}}}
با استفاده از ویژگی‌های تابع بتا می‌توان رابطهٔ فوق را به صورت زیر ساده کرد:
{\displaystyle f(k|n,\alpha ,\beta )={\frac {\Gamma (n+1)}{\Gamma (k+1)\Gamma (n-k+1)}}{\frac {\Gamma (k+\alpha )\Gamma (n-k+\beta )}{\Gamma (n+\alpha +\beta )}}{\frac {\Gamma (\alpha +\beta )}{\Gamma (\alpha )\Gamma (\beta )}}.}

## توزیع‌های مرتبط
- {\displaystyle BB(1,1,n)\sim U(0,n)\,} که در آن  {\displaystyle U(a,b)\,} توزیع یکنواخت گسسته است.